# Iedereen Borsbeek
 Iedereen Borsbeek is een Belgische lokale kieslijst te Borsbeek.

## Geschiedenis
In juni 2018 besloten CD&V, Groen en Borsbeek boven Alles (BbA) de krachten te bundelen. Voorzitters van de partij werden Jan Govaerts en Jan Vanrijkelen. Lijsttrekker was Dis Van Berckelaer. De partij overtuigde bij de gemeenteraadsverkiezingen van 2018 39,8% van de kiezers, goed voor 10 zetels in de Borsbeekse gemeenteraad. Verkozen kandidaten waren Dis Van Berckelaer, Marian Lauwers, Frans Neyens, Ann Coemans, Geert Van De Laar, Liselotte Leenaerts, Ann Vereycken, Tom Verboven, Hassana Errazzouki en Peter Van Hoof. De partij sloot vervolgens een coalitie met N-VA. Van Berckelaer werd aangesteld tot burgemeester en Marian Lauwers en Frans Neyens werden schepenen voor de partij. In januari 2021 stopte Neyens wegens gezondheidsredenen als schepen en gaf hij de fakkel door aan Tom Verboven. Wel bleef hij lid van de gemeenteraad. In december 2022 gaf Verboven vervolgens het schepenambt door aan coalitiepartner N-VA die vervolgens Linda Bresseleers aanstelden als nieuwe schepen. In januari 2024 werden Benny Vermeesch en Geert Van de Laar aangesteld als nieuwe co-voorzitters.
In juli 2024 kondigde Groen aan 'Iedereen Borsbeek' te verlaten en in kartel met Vooruit naar de kiezer te trekken bij de districtraadsverkiezingen van 2024. CD&V en BbA besloten wel samen verder te gaan onder de vlag van 'Iedereen Borsbeek'. Lijsttrekker werd opnieuw Van Berckelaer. De partij liet evenwel een fors verlies (-19,6%) optekenen bij de stembusgang en strandde op 20,2% van de stemmen. Hierdoor hield de partij slechts drie zitjes over in de districtsraad. Verkozenen waren Dis Van Berckelaer, Ann Coemans en Lotje Leenaerts. Kort daarop kondigde Van Berckelaer aan niet te zullen zetelen. Hij werd opgevolgd door Hassana Errazouki. De partij zelf vormde opnieuw een bestuursmeerderheid met N-VA. Districtsschepen werd Ann Coemans.